# Rachid Ksentini
Rachid Ksentini (en arabe : رشيد قسنطيني) de son vrai nom Rachid Birlakdar, chansonnier et homme de théâtre algérien, né le 11 novembre 1887 à la Casbah d'Alger et mort le 4 août 1944 à Alger.

## Biographie
Il quitte très tôt l'école pour travailler comme apprenti ébéniste auprès de son père à Bab El Oued jusqu'en 1914 originaire de Constantine. À la veille de la Première Guerre mondiale, après un apprentissage d’ébéniste à 27 ans, en 1914  à Bab El Oued, il va tenter d’élargir son champ de connaissances. Il s’engage alors dans la marine marchande, curieux de nature et fin mélomane, il écoutera attentivement toutes sortes de musique, de l’opéra jusqu’aux airs folkloriques et populaires locaux. Il apprend à gratter, en amateur, sur les cordes d’une guitare qu’il avait achetée sans aucune prétention. La marine marchande ouvrira son horizon, en lui faisant découvrir de nombreux pays, leurs cultures mais surtout leurs musiques. L'aventure le mènera à travers tous les continents, de l'Amérique du Nord, à la Chine, en passant par l'Inde... pendant une douzaine d'années. Le bateau où il embarque est torpillé par les forces navales allemandes. Les rescapés ont été repêchés par la marine anglaise qui les transfère ensuite à Marseille.
La dernière étape fut Paris, où il exerça comme employé aux Galeries Lafayette. C’est au cours de cette période qu’il aiguise ses dons d’artiste dans de petits rôles de figuration, dans le monde du spectacle parisien.
Il revient en Algérie mais pour un bref séjour. Il repart en France. En 1925, il effectue son retour au pays et croise la même année dans un café Allalou, qui lui propose d'intégrer sa troupe théâtrale Zahia Troupe. Leur collaboration se traduit entre autres par la présentation de la pièce Zouadj Bou 'Akline le 26 octobre 1926 qui marque la 1re apparition de Rachid Ksentini sur les planches. Une prestation qui a subjugué le public. La collaboration des deux hommes se poursuit avec des adaptations par Allalou des séquences des Mille et Une Nuits où Rachid Ksentini obtient les premiers rôles.
En 1927, ce dernier crée avec Djelloul Bachedjerrah, la troupe El Hilal El Djezaïr (le croissant algérien) dissoute peu de temps après. Sa première pièce El Ahd el Ouafi (Le Serment Fidèle), un drama en quatre actes, est un échec. En 1928, déçu par le manque de succès de sa première tentative, écrit et joue une comédie burlesque en trois actes, Zouadj Bou Borma (Le Mariage de Bou Borma). Depuis cette pièce, fortement appréciée par le public, le nom de Ksentini domine la représentation théâtrale en Algérie. Après sa mort, Mahieddine Bachetarzi adaptera ses textes. Le répertoire de l'auteur-comédien-chanteur, estimé à une cinquantaine de pièces et à six cents chansons, est de facture réaliste. Attaques virulentes contre les obscurantistes, les bourgeois et les cadis véreux. Le texte se transforme sur scène, en fonction des situations du moment et des capacités extraordinaires d'improvisation du comédien. Sa technique d'écriture, proche de la Commedia dell'arte, privilégie le canevas.
Rachid Ksentini devenu le visage du théâtre arabe algérien, il investit en parallèle la chanson satirique, humoristique à fond social. Il travaille sous l’égide de la société de musique El Moutribia, dirigée par Mahieddine Bachetarzi. Nombre de ses chansons sont composées de musiques tirées du patrimoine national.
À cette époque, il connaît une jeune comédienne, Marie Soussan, qui devient sa compagne et sa partenaire sur scène. Ils forment un couple artistique jusqu’en 1934. Les sketchs qu’ils jouent ensemble ont beaucoup de succès. En 1937, il joue dans le film Sarati le terrible réalisé par André Hugon.

À la fin de sa vie, Rachid Ksentini était marié à Marguerite Sevigné, le couple divorce peu avant la mort de l'artiste le 3 juillet 1944  à Alger, à l'âge de 56 ans. À quelques mètres de la porte d’entrée du cimetière El Kettar, à Alger, où il est enterré, sur la stèle qui orne sa tombe, figure cette épitaphe : 

« Rachid Ksentini  (1887 – 1944) Grand artiste, il amusa les foules et fit penser les hommes réfléchis. Poète, chansonnier, auteur, acteur comique, il fut le père du théâtre arabe d’Algérie. Il découvrit la laideur du monde, mais sage, prit le parti d’en rire pour n’être pas obligé d’en pleurer. Applaudi sur toutes les scènes, il mourut cependant presque inconnu et pauvre. La postérité réserve un meilleur destin à sa gloire. »

## Théâtre
- 1927 : El Ahd El Ouafi (Promesse Tenue).
- 1928 : Zouadj Bou Borma (Le Mariage de Bou Borma).
- 1929 : Zeghirrebane, comédie en trois actes.
- 1929 : Baba Kaddour Ettamaa (Mon Cousin d’Istanbul), comédie en trois actes.
- 1929 : Khoud Ktabi (Prends Mon Livre).
- 1930 : Loundja al Andaloussia (Loundja l’Andalouse).
- 1931 : Touqba Fi El Ardh (Un Trou Dans Le Parterre).
- 1931 : Ched Rohek (Tiens Bon).
- 1932 : Tcherrectche (Ments Encore), comédie en trois actes.
- 1932 : El Ahd El Ouafi (Le Serment Fidèle).
- 1932 : Aicha ou Bandou, comédie en trois actes.
- 1932 : Faqo (Ça Ne Prend Plus).
- 1933 : Allah Estourna (Que Dieu Nous Préserve).
- 1933 : Zid Aleh (Cherche Encore)
- 1933 : Baba Echikh (Vieux Père).
- 1933 : Takhir Ezzamane (Fin D'Époque).
- 1935 : Chedd Emlih (Tiens Bon), comédie en deux actes.
- 1938 : Ach Qalou (Ce qu'ils disent), comédie en trois actes.